# Isaiah McDuffie
Stevenson Isaiah McDuffie (Buffalo, 21 luglio 1999) è un giocatore di football americano statunitense che milita nel ruolo di linebacker per i Green Bay Packers della National Football League (NFL).

## Carriera

### Green Bay Packers
McDuffie all'università giocò a football al Boston College. Fu scelto nel corso del sesto giro (220º assoluto) del Draft NFL 2021 dai Green Bay Packers. Nella sua stagione da rookie disputò 13 partite, nessuna delle quali come titolare, mettendo a segno 2 tackle.